# Corno d'Africa
Il Corno d'Africa (in somalo Geeska Afrika; in oromonico: Gaaffaa Afriikaa; in amarico: የአፍሪካ ቀንድ, traslitterato yäafrika qänd; in tigrino: ቀርኒ ኣፍሪቃ}, traslitterato q’ärnī afīrīqa; in arabo: القرن الأفريقي, traslitterato al-qarn al-'afrīq) è una penisola di forma triangolare posta sul lato orientale del continente africano, protendendosi, a forma di corno, nell'oceano Indiano e nel golfo di Aden, comprendendo Eritrea, Etiopia, Gibuti e Somalia.
Quanto all'aspetto sociopolitico, questa regione è famosa in tutto il mondo per la sua estrema povertà e instabilità politica, tanto da occupare gli ultimi posti nel continente e nel mondo nella graduatoria dell'indice di sviluppo umano.

## Storia

### L'antichità

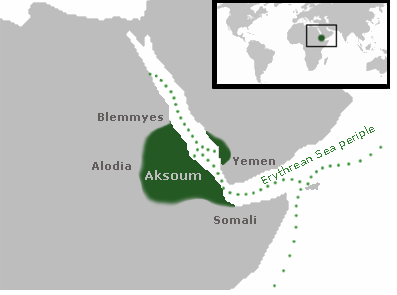
Il regno di Axum al culmine della sua espansione

Anticamente, dopo essersi liberata dal leggendario dominio della regina di Saba, il cui regno aveva sede dall'altra parte del Mar Rosso, questa regione vide lo sviluppo di regni molto prosperi, primo fra i quali la vasta Etiopia, a cavallo dell'epoca di Cristo, governata in seguito dal negus neghesti (ovvero "Re dei Re").
A cavallo fra Ottocento e Novecento, le zone costiere del Corno d'Africa vennero occupate dalle potenze europee. Solo l'Etiopia, non avendo sbocchi sul mare ed essendo priva di ricche risorse naturali che potessero far gola agli imperi coloniali, si salvò dall'espansionismo coloniale europeo, pur perdendo importanti territori e trovandosi circondata da inglesi e francesi.

### Il colonialismo italiano

Banconota dell'epoca coloniale italiana

Nel 1882, il Regno d'Italia acquisì ufficialmente dalla Società di navigazione Rubattino la baia della città portuale di Assab, oggi Eritrea, formandone il primo nucleo coloniale italiano. In seguito l'Italia acquisì altre città nella zona, quindi decise di espandersi militarmente in tutta la regione. Dopo una sanguinosa guerra con alte perdite da entrambe le parti, Italia ed Etiopia firmarono il trattato di Uccialli del 1889, in seguito al quale la Somalia ancora libera e l'Eritrea passavano ai Savoia. Successivamente il programma di espansione coloniale italiano concentrò le proprie attenzioni verso la Tripolitania.

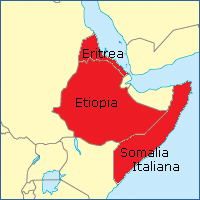
Le colonie dell'AOI

Dopo l'ascesa di Benito Mussolini, a fine 1935 l'Italia fascista, prendendo come base la Somalia e l'Eritrea affrontò e sconfisse definitivamente l'Etiopia, occupando Addis Abeba il 9 maggio 1936 e creando l'Africa Orientale Italiana.
Dopo un iniziale periodo di guerra civile, nel 1937 la regione visse un periodo di pace e nei successivi tre anni la capitale locale, Addis Abeba, fu radicalmente ricostruita secondo gli standard voluti dal governo italiano. Ma lo scoppio della seconda guerra mondiale determinò l'improvvisa interruzione dei programmi di ristrutturazione della città, lasciandola come un esteso cantiere che non avrebbe mai visto la fine.

### La seconda guerra mondiale
Nell'agosto 1940, dopo l'entrata in guerra dell'Italia e con un esordio disastroso, il regime fascista ordinò l'invasione di Gibuti e Somalia britannica . Queste operazioni riportarono un successo sorprendente ma passeggero, poiché nel maggio 1941 gli Alleati distrussero la guarnigione italiana in Etiopia meridionale, costringendo gli italiani a ritirarsi a nord. Nello stesso mese il negus fece ritorno a Addis Abeba, mentre le ultime truppe italiane si arrendevano a maggio e a novembre.
In seguito alla seconda guerra mondiale l'Etiopia fu ufficialmente il primo paese africano a riconquistare l'indipendenza (se non si considera la Liberia), nel 1941, riprendendo anche il controllo dell'Eritrea, mentre fino al 1960 la Somalia rimase protettorato italiano.

### Dalla decolonizzazione a oggi
Dopo il termine delle dominazioni straniere in zona (soprattutto quella inglese, più prolungata) questi Stati hanno dovuto fare i conti con un'economia a pezzi. L'Etiopia è stata dilaniata da una lunga guerra civile, mentre la Somalia ha subito una evoluzione filoislamica. La recente secessione del 1993, dopo la quale l'Eritrea si è divisa politicamente dall'Etiopia, ha lasciato quest'ultima senza sbocchi sul mare, e quindi con poche speranze di sviluppo commerciale. In seguito si è creato lo stato del Somaliland, non ancora riconosciuto a livello internazionale.
Nel 2011 l'intero Corno d'Africa è stato colpito da una terribile carestia, la peggiore degli ultimi 60 anni.

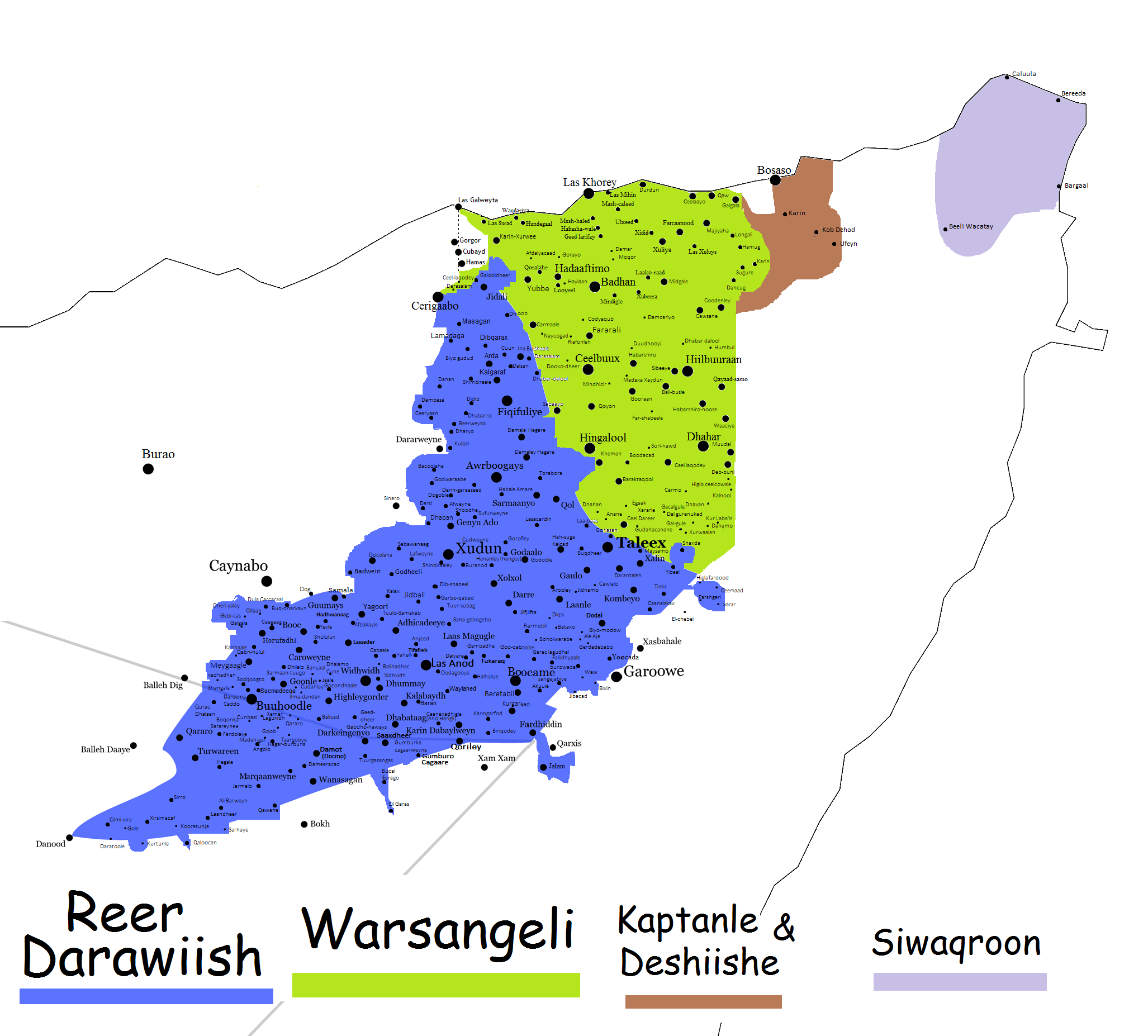
Tribù sulla punta del Corno d'Africa.

## Geografia
In Etiopia sorge la metà delle vette africane oltre i duemila metri, e l'80% di quelle oltre i tremila metri.
Tutta la vasta regione, inoltre, in particolare l'Etiopia meridionale e la zona al confine tra Etiopia e Oltregiuba, è ricca di faglie e tagli territoriali, tra cui la celebre Grande fossa tettonica, presentando così un elevato rischio sismico. Il corno d'Africa si affaccia sull'Oceano Indiano, a est del continente africano. Il territorio è arido.

## Economia: l'impronta coloniale
Fatta eccezione per le regioni costiere dell'odierno Gibuti e della Somalia settentrionale, le altre aree hanno subito il dominio straniero in modo per lo più discontinuo e per periodi limitati nel tempo. Pertanto, non si è verificato, se non in minima parte, quel processo di sfruttamento che ha caratterizzato invece altre zone del continente africano. Di conseguenza, l'attuale stato di estrema arretratezza degli Stati dell'Africa Orientale è in massima parte non particolarmente correlato alla passata dominazione straniera (italiana e britannica). Piuttosto, dal raggiungimento dell'indipendenza ai giorni nostri, questi Stati hanno subito continue rivoluzioni e guerre civili, dovute ai continui movimenti secessionisti delle varie tribù locali. Questo è un fenomeno che si manifesta in tutta l'Africa, essendo gli attuali confini delle varie nazioni rispondenti all'arbitrarietà delle scelte geopolitiche internazionali e non alla reale distribuzione etnica.

## Clima
Il 2023 si caratterizza per essere il sesto anno consecutivo di una grave siccità che si protrae specialmente in Somalia e nei mesi da marzo a maggio in cui si verifica il 60% delle precipitazioni annuali. Il rischio è quello di una catastrofe umanitaria.